# 黃璉 (成化丙戌進士)
黃璉（1437年—1502年），字汝器，號求我，福建興化府莆田縣犀坡人，明朝政治人物。

## 生平
福建鄉試第五十名。成化二年（1466年）丙戌科進士，授南戸科給事中。陞浙江叅議。改雲南，轉貴州參政。累官貴州左布政使。弘治十二年（1499年），普安女土司米魯起事，朝廷派兵進剿，命黃璉轉運軍餉。弘治十五年（1502年），起事平定。方論功，而黃璉卒。

## 家族
曾祖父黃宗道。祖父黃宏中。父亲黃本清。母俞氏。具慶下。